# 로에베
로에베(Loewe)는 스페인의 명품 의류 및 액세서리 브랜드로, LVMH 그룹의 계열사이다.

## 역사
로에베는 1846년 마드리드 중심가의 로보(Lobo) 거리(현 에체가라이 거리:Calle Echegaray)에 후안 로에베 라테가 가죽 공방을 설립하면서 그 역사가 시작되었다. 후안 로에베 라테의 부친은 독일인이었고, 조모는 이탈리아인이었다. 그 후 1872년, 독일인 장인인 엔리케 뢰스베르그 로에베(Enrique Roessberg Loewe)가 마드리드에 정착하며, 이 가죽 공방과 협력을 하게 된다. 이 사업은 상당히 성공을 거두어 1892년에는 로에베는 마드리드의 로보 거리 전체에 로에베의 광고와 마크가 붙어있을 정도로 번창하며, 스페인의 대중들에게 로에베가 유명세를 얻기 시작했다.
1905년, 엔리케 로에베 힐튼(Enrique Loewe Hilton)이 로에베 가를 대표하고 있을 때, 스페인 국왕 알폰소 7세는 로에베 가문을 스페인 왕실 납품업자로 발탁하였다. 5년 후인 1910년, 로에베는 바르셀로나에 첫 점포를 개설하였다. 로에베는 1923년에 바르키요 거리(Calle Barquillo) 7번지에 지점을 설립할 때까지 마드리드 다른 지역에는 지점을 개설하지 않았다. 1923년, 엔리케 로에베 크나페(Enrique Loewe Knappe)가 로에베를 경영하기 시작하며, 여러 지점들을 성공적으로 개설하는 등 사업을 확장해 나갔는데, 이 때 개설된 지점 중 하나가 현재까지도 온전한 모습을 보존하고 있는 1939년에 개설한 마드리드 그란 비아(Gran Via) 8번지의 지점이다.
1945년에는 디자이너 페레스 데 로사스(Pérez de Rozas)가 로에베의 상징으로 자리잡는 송아지 가죽 가방을 만들었으며, 1959년에는 마드리드의 명품거리인 세라노 거리(Calle Serrano)에 명품에 대한 기존의 고정관념을 흔들면서 지점을 개설하였다. 또한 1963년에는 런던에 첫 해외지점을 개설하며 해외로 사업을 확장하기 시작하였다.
70년대에 로에베는 여성복 프레타 포르테 라인을 론칭하였고, 첫 스카프를 선보였다. 같은 해 빈센트 세일링(Vincent Sailing)은 현재까지 로에베의 상징인 로에베 모노그램을 만들었다. 1972년, 로에베의 첫 향수인 L Loewe가 선보였고, 다음 해에는 일본에 첫 지점을 개설하며 아시아에서 확장을 시작하였다.

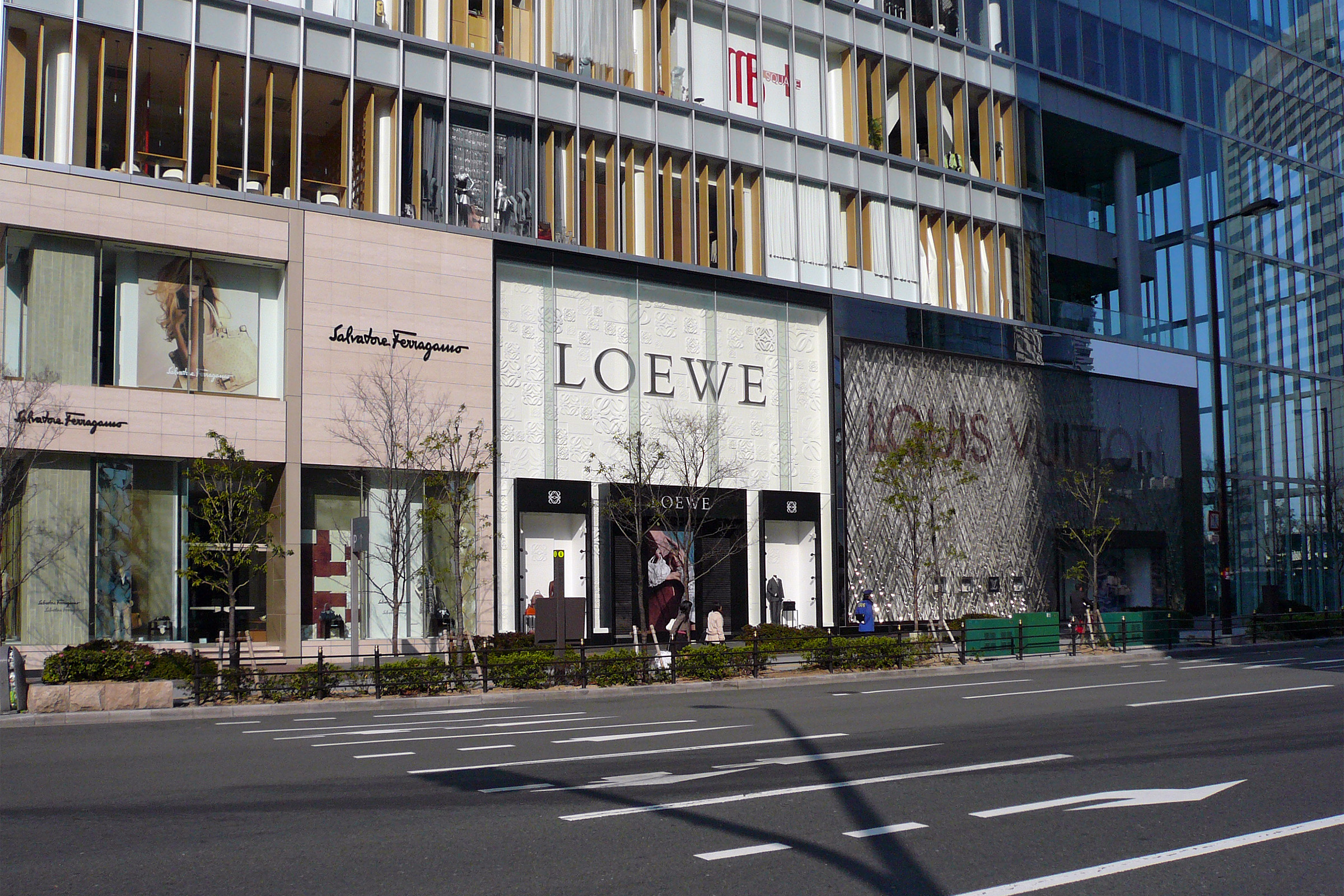
오사카 지점

1974년에는 다리오 로시(Dario Rossi)가 안테-오로(Ante-Oro) 컬렉션을 선보였고, 다음 해에는 순식간에 시장 선두 주자로 자리잡은 남성 향수 로에베 푸르 옴므(Loewe pour homme)가 출시되었다. 1979년에는 렌초 젠자로(Lenzo Zengiaro)가 기존의 '무장된' 핸드백의 개념을 골격이 거의 없는 형태의 가방으로 전환한 나파(Napa) 컬렉션을 처음으로 선보였다. 1985년에는 현재까지도 스페인에서 사랑받는 향수로 남아있는 아이레 데 로에베를 시장에 첫 선을 보였으며, 다음해인 1986년에는 세라노 거리에 로에베 남성 매장이 마드리드의 세라노 거리에 문을 열었다.
1987년 로에베는 명품 그룹회사인 LVMH와 회사의 국제적 사업 확장을 위한 협정을 맺었으며, 같은 해 '에센시아 데 로에베' 향수를 시장에 선보였다. 1988년에는 로에베 재단이 설립되었는데, 엔리케 로에베가 이끄는 이 재단은 연례 국제 시대회를 열고 있다. 1996년에 로에베는 창립 150주년을 맞았는데, 이 해 LVMH 그룹이 로에베를 인수하였다.
1997년 디자이너 나르시소 로드리게스(Narciso Rodríguez)가 여성복 프레타 포르테 컬렉션을 맡게 되었고, 1998년에 로에베는 파리에서 첫 패션쇼를 개최하였다. 이 후에는 호세 엔리케 오냐 셀파(José Enrique Oña Selfa)가, 2003/04 F/W 시즌 컬렉션부터 2007년까지 이 라인을 맡았다. 로에베는 스튜어트 베버스를 크리에이티브 디렉터로 임명하며 야심찬 리노베이션 계획을 선보였고, 스튜어트 베버스(Stuart Vevers)는 2008년부터 이 자리를 지키고 있다.

## 향수

#### 남성 향수
- Agua de Loewe
- Esencia de Loewe
- Loewe pour homme
- Solo Loewe
- Solo Loewe Eau de Cologne Intense

#### 여성 향수
- A mi aire
- Aire Loewe
- Agua de Loewe
- Esencia femme
- I Loewe you
- Quizás, quizás, quizás...
- I Loewe you tonight
- Aire Loco

## 로에베 재단
1988년 2월에 로에베 재단은 긴 전통이 있는 로에베의 문화에 대한 지원을 체계화하고 제도화하는 것을 목표로, 스페인 문화부의 지원을 받으며 사립 재단으로 설립었다. 로에베 재단은 내부 정관으로 음악, 시, 디자인을 지원하며, 교육적 성격과 젊은이를 대상으로 할 것을 정해놓고 있다. 로에베 재단은 창의성 육성 및 컨템퍼러리 예술을 우선 목표로 세워두고 있다.

## 한국 진출
로에베는 한국에 2000년 3월 10일 신세계백화점 본점에 최초로 매장을 열며 진출하였다. 당시 수입사는 신세계인터내셔널 이었으며 현재는 코오롱인더스트리FNC부문이다. 현재 한국에는 서울, 부산, 제주의 백화점과 면세점 등에 8개 매장을 갖고 있다. 면세점 매장이 백화점(3곳) 보다 훨씬 많다.

## 참고
- Morris, Bernadatte: Loewe Leather Arrives, 뉴욕타임스, 1983년 9월 21일.